# Валента, Эдуард
Эдуард Валента (нем. Eduard Valenta; 1857—1937) — австрийский химик, фотохимик, фотограф и педагог; профессор Венского графического института (нем. Graphische Lehr- und Versuchanstalt).

## Биография
Эдуард Валента родился 5 августа 1857 года в столице Австрии городе Вене.

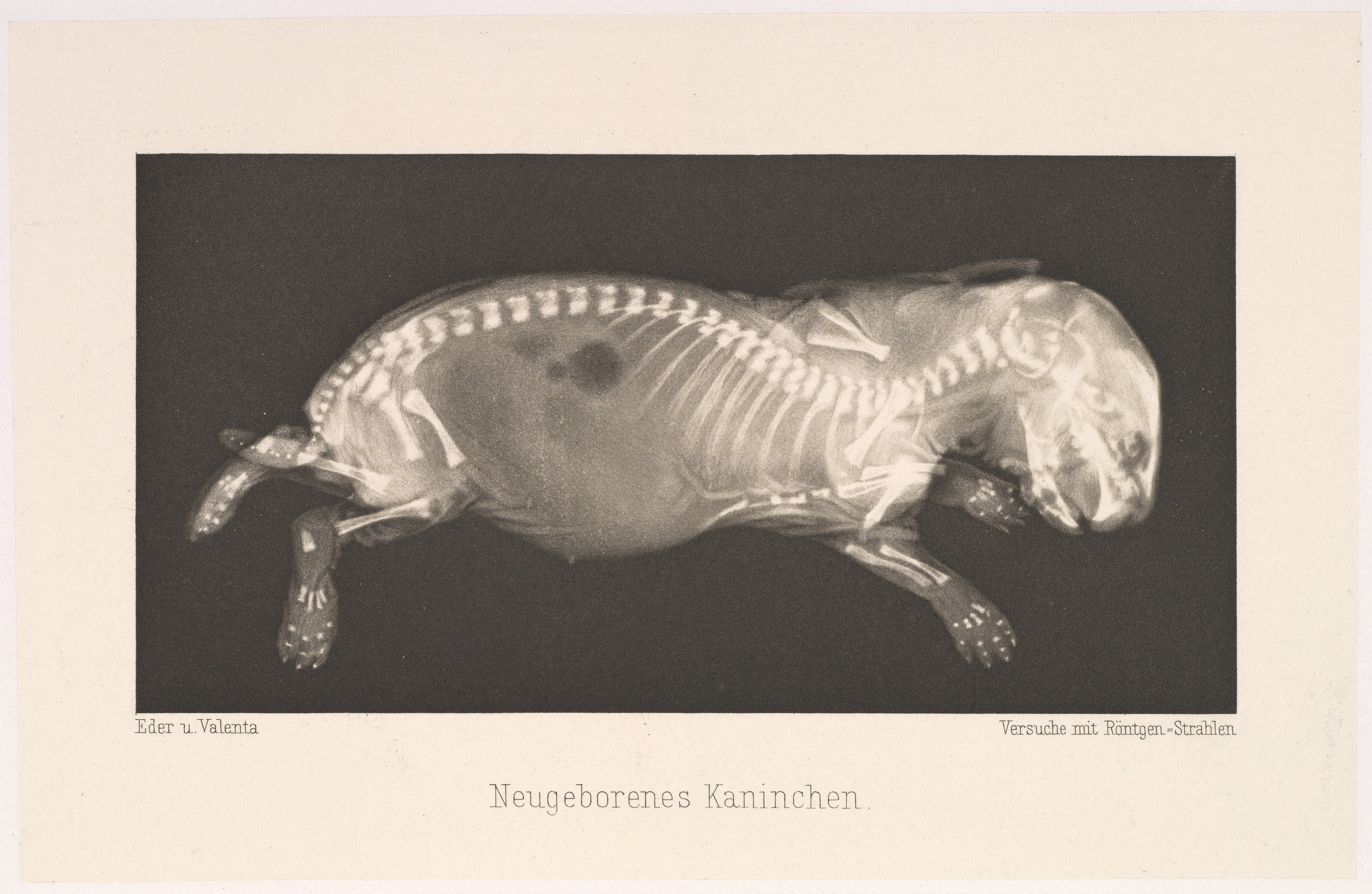
Одно из фото Валенты

Получив необходимое образование стал преподавать в Венском Королевском институте графических искусств (ныне Высший федеральный графический учебный и исследовательский институт).
Работы Валенты относятся, с одной стороны, к фотохимии (применения к цветной фотографии, попытки использования для этой цели рентгеновских лучей), а с другой  —  к химическому исследованию материалов печатного дела (главным образом, бумаги). 
В 1925 году в Советском Союзе вышла на русском языке его книга  —  «Химия фотографических процессов» (2 тт., Л.).
Эдуард Валента скончался 19 августа 1937 года в родном городе.
Крупное собрание работ Валенты хранится в Музее современного искусства Сан-Франциско.